# Mark Zuckerberg
Pour les articles homonymes, voir Zuckerberg.
Mark Elliot Zuckerberg [mɑɹk ˈeliət ˈzʌkərbɜːrɡ], né le 14 mai 1984 à White Plains dans l'État de New York, est un informaticien, chef d'entreprise et milliardaire américain.
Il est le principal cofondateur du site et réseau social Facebook en 2004. Mark Zuckerberg est actuellement un actionnaire important et le dirigeant du Groupe Meta.
En 2023, le magazine Forbes le classe 16e fortune mondiale, estimée à 106 milliards de dollars. En 2025, ce même magazine évalue sa fortune à 202 milliards de dollars. 
Il est également reconnu pour ses positions politiques proches de celles de Donald Trump et des courants masculinistes. Classé parmi les ultra-riches de la planète, il a été à plusieurs reprises convoqué par la justice afin de s’expliquer sur les zones d’ombre entourant les activités de ses entreprises.Article Le Monde Masculinisme

## Biographie

### Famille, origines et vie privée
Du côté maternel, Karen Kempner est la fille de Sidney Kempner (1921-2012), fils de Harry Kempner (1892-1936) et Mary Steinberg (vers 1898-1965), et de Gertrude Silver (née en 1924).
Du côté paternel, Edward Zuckerberg est le fils de Jacob Zuckerberg (1919-2004), fils de Max Zuckerberg (1899-1948) et de Minnie Wiesenthal (1899-1986), et de Miriam Hollander (1920-2004), fille de Max Hollander (1873-1965) et de Rose Schoenfeld (1880-1957), originaires d’Autriche.
Avec ses trois sœurs, Randi, Donna (en) et Arielle, Mark Zuckerberg est élevé à Dobbs Ferry, New York.
Son père est l'un des premiers à utiliser la radiographie numérique et possède plusieurs ordinateurs. Il lui offre un ordinateur Atari permettant de programmer en Basic. Entre 10 et 12 ans, Mark Zuckerberg crée sa première messagerie, qu'il nomme ZuckNet, et permet à son père de communiquer instantanément avec ses collègues dentistes ou assistants, ainsi qu'avec sa famille. ZuckNet ressemble à une version primitive d'AOL Instant Messenger, sorti un an plus tard, en 1997.
Entré à l'école secondaire, Mark Zuckerberg programme le logiciel Synapse, qui permet de déterminer les goûts musicaux des utilisateurs et de créer des listes d'écoute. Synapse est cité par des blogs technologiques. AOL et Microsoft veulent l'acquérir et recruter Mark Zuckerberg. Mais il décline leurs offres,,,. Bill Gates lui aurait offert un million de dollars pour rejoindre Microsoft. Lorsqu'il entre à l'université Harvard en 2002, il a une réputation de prodige de la programmation. Au début de sa deuxième année, il crée le logiciel CourseMatch, qui permet aux étudiants de déterminer quels cours suivre. Peu après, il crée Facemash, qui permet de noter les étudiantes les plus sexys à partir de leurs photos, une application rapidement fermée par l'université,.
Au collège, il s'est passionné pour le latin, et a étudié l'antiquité grecque et romaine. Il maîtrise l'hébreu, le français, le latin et le grec ancien, et s'est initié au mandarin,,.
Le 19 mai 2012, à 28 ans, le jour du passage en bourse de son site Facebook, il ajoute sur le journal de sa page Facebook, comme événement « marquant », son mariage avec Priscilla Chan (née le 24 février 1985), pédiatre de l'Illinois, fille d'immigrés sino-vietnamiens,,. Le 1er décembre 2015, le couple annonce à la presse la naissance de leur premier enfant, une fille prénommée Maxima. Le 29 août 2017, le couple publie une photo de lui avec leur fille Maxima et leur seconde fille fraîchement née. Ils l'appelleront August.

### Création de Facebook

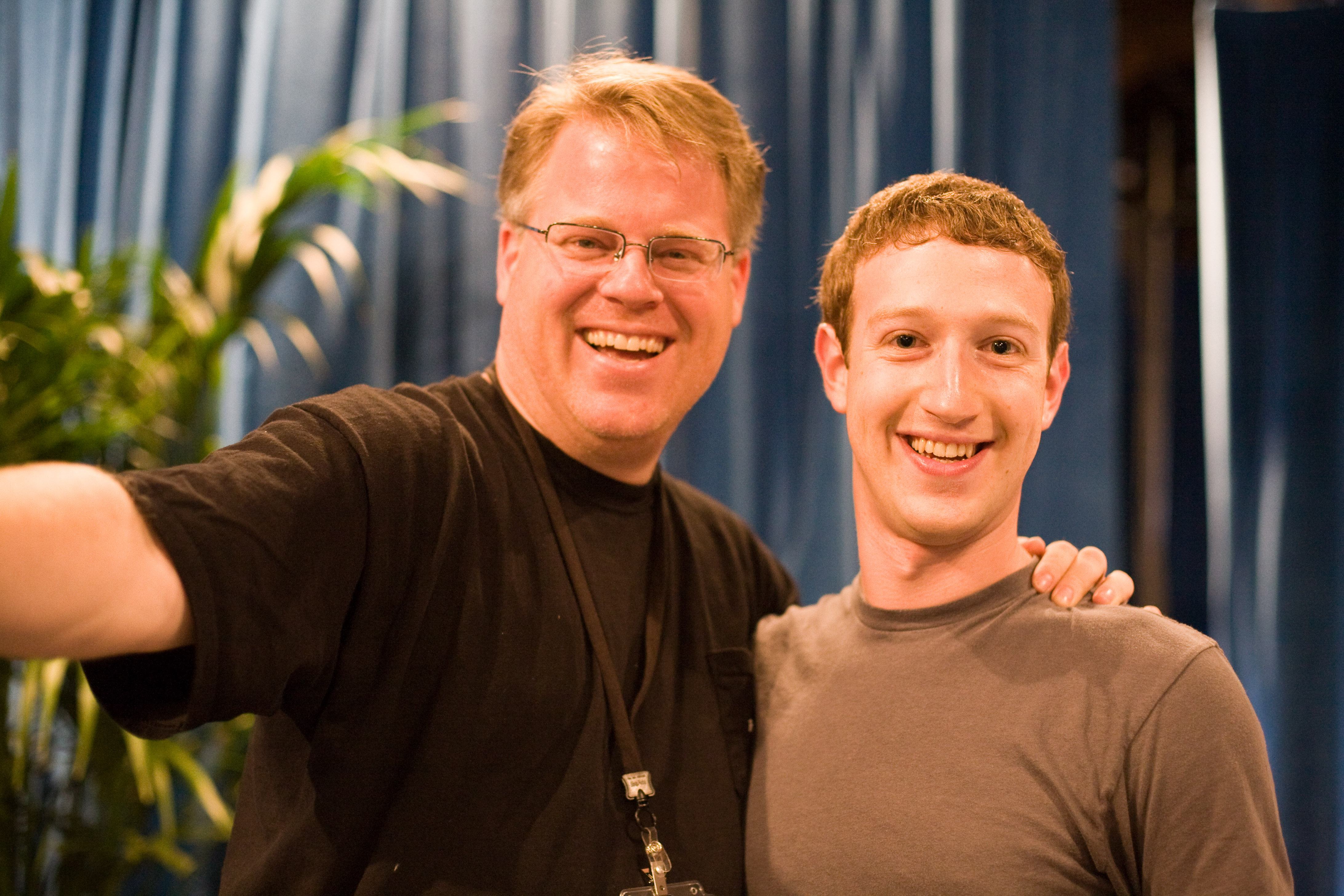
Robert Scoble et Mark Zuckerberg en 2008.

La première version de Facebook est lancée le 4 février 2004 avec l'aide de Dustin Moskovitz, Eduardo Saverin et Chris Hughes. Mark Zuckerberg est daltonien, mais la couleur bleue est celle qu'il voit le mieux. C'est donc celle qu'il a choisie pour représenter son site. Le succès est immédiat auprès des autres élèves de l'université. L’accès est graduellement autorisé à d'autres universités (principalement de l'Ivy League), puis aux écoles du secondaire, et enfin au grand public. Le succès est partout au rendez-vous.
Cependant, des étudiants de Harvard (les frères Cameron et Tyler Winklevoss, ainsi que Divya Narendra (en)) attaquent Facebook en justice, un mois après son lancement. Ils avaient, en effet, commencé depuis plusieurs mois à développer un autre site de réseau social : le Harvardconnection. En octobre 2003, ils avaient associé Mark Zuckerberg à leur projet, avec pour mission de finir les codes sources du site et de le rendre fonctionnel. Zuckerberg, lié par un « accord verbal » et dès lors considéré comme associé du site, en avait profité pour développer de son côté en quelques semaines le site The Facebook, sans travailler sur le projet commun comme prévu, mentionnant un problème : « Je me demande si le site offre assez de fonctionnalités pour vraiment attirer l'attention et obtenir l'influence nécessaire pour qu'un tel site puisse rouler ». Un procès lui est intenté dès mars 2004, annulé pour raisons techniques en mars 2007. Une nouvelle plainte est déposée et la procédure fait l'objet d'un accord à l'amiable entre les différentes parties : le 25 juin 2008, Facebook a payé plus de 65 millions de dollars aux ex-compagnons de classe de Mark Zuckerberg. Selon Alexa Internet, Facebook est le deuxième site le plus visité au monde. Mark Zuckerberg possède 24 % des parts de sa société.

### PDG de Meta
Selon le Wall Street Journal, en mai 2009, un investisseur russe aurait proposé 200 millions de dollars afin de porter le capital de l'entreprise à 10 milliards de dollars à condition de disposer d'un siège au conseil d'administration. Mark Zuckerberg aurait refusé, car il déclare n'être ouvert qu'à des propositions offrant davantage de latitude à son réseau social.
D'après le classement Forbes 2010 des plus grosses fortunes de la planète, la fortune de Mark Zuckerberg est estimée à 6,9 milliards de dollars, puis 13,5 milliards en 2011. Il détenait à 23 ans le titre du plus jeune milliardaire de la planète. Il est à 35 ans la huitième fortune mondiale avec 62,3 milliards de dollars.
Il figure au 52e rang du classement 2008 des personnalités les plus influentes du monde dressé par le magazine Time.
En avril 2010, il se montre très critique vis-à-vis du réseau social Twitter : « Le flux est éphémère. On poste quelque chose dans le flux, il y restera quelques heures, un certain nombre de gens pourront le lire, puis pour ainsi dire il disparaît. Quant aux services qui consomment ce flux, ils n’établissent pas réellement de connexion entre vous et, ils ne comprennent pas réellement la relation sémantique qui existe entre vous et la connexion que vous avez établie. »
En décembre 2010, il est élu personnalité de l'année par le magazine Time. À 25 ans, ce choix en fait la plus jeune personne choisie, après Charles Lindbergh.
Facebook entre en bourse le vendredi 18 mai 2012, jour où Mark Zuckerberg a l'honneur de faire sonner la cloche du Nasdaq pour son entrée. Un mois auparavant, le 9 avril, il a créé la surprise en déboursant un milliard de dollars pour acquérir le réseau social Instagram qui a la cote auprès du jeune public. Il a pour l'essentiel agi en cavalier seul. Puis, 10 jours avant l'entrée sur le Nasdaq, il s'autorise à publier un avis dans lequel il reconnaît que Facebook a tardé à mettre en place sa stratégie mobile et qu'il se pourrait que cela ait un impact sur leur croissance économique. En conséquence, l'entrée en Bourse est un échec : l'action démarre à 38 dollars et clôt la journée à 38,23 dollars, un quasi sur place.
Durant plusieurs mois, l'action Facebook ne va cesser de dégringoler. Quatre mois après son introduction, elle ne vaut plus que la moitié de sa valeur initiale. Pourtant, Zuckerberg va redresser la barre : après un peu plus de 3 ans elle vaut plus du double de sa valeur initiale.
À 27 ans, Mark s'offre une nouvelle maison de 7 millions de dollars, à Palo Alto en Californie, près des nouveaux bureaux de Facebook. La maison possède cinq chambres pour ses amis et sa famille, une piscine d'eau salée et une alcôve de musique, pour une surface totale de 1 524 m2,,.
En février 2019, il annonce que Facebook travaille sur la blockchain et souhaite l'intégrer à ses services.
Sa valeur nette augmente de 25 milliards de dollars entre mars et mai 2020, pendant la pandémie de Covid-19.
Mark Zuckerberg a acquis en septembre 2014 142 hectares de l'île paradisiaque de Kauai à Hawaï pour la somme de 50 millions de dollars, puis 144 hectares en octobre 2014 pour 66 m$, 241 hectares en mars 2021 pour 53 m$ et 45 hectares en novembre 2021 pour 17 m$, soit un total de 572 hectares. Il fait bâtir un immense complexe « anti-apocalyptique », dont le coût devrait dépasser 250 millions d’euros. Cette construction témoignerait de son intérêt pour le survivalisme. Le projet de Zuckerberg est pointé du doigt pour avoir bafoué les droits des autochtones hawaïens à disposer de leurs terres. En 2023, le projet inclut la construction d'un bunker souterrain auto-suffisant de 464 m2.
En janvier 2025, Zuckerberg annonce la suppression de la vérification des faits sur les plateformes de Meta au profit d'un système de notes communautaires similaire à celui de Twitter. Le PDG de Meta justifie ce changement comme un retour à des valeurs masculines et aux valeurs fondatrices de l'entreprise en matière de liberté d'expression, tout en reconnaissant que cette approche pourrait conduire à une augmentation de contenus problématiques sur les plateformes,,. Cette décision autorise notamment la comparaison des femmes à des objets domestiques, l'utilisation du pronom « it » (« ça ») pour désigner les personnes transgenres, ainsi que l'évocation de troubles mentaux en lien avec l'orientation sexuelle ou l'identité de genre,. Ben Leiner, professeur à l'Université de Virginie, et de nombreux médias analysent ce changement de politique comme une tentative pour Mark Zuckerberg de se rapprocher de Donald Trump, réélu deux mois auparavant,,,. Zuckerberg annonce par ailleurs déplacer les équipes de modération de Californie vers le Texas,,.
Il décide de licencier 5 % des employés de Meta (3 600 personnes) dans une annonce faite au début de l'année 2025 afin de se séparer de ses éléments les moins productifs.
En 2025, Mark Zuckerberg a multiplié les rencontres avec l’administration Trump pour tenter de résoudre le procès antitrust visant Meta, intenté par la FTC en 2020. Le régulateur accuse Meta d’avoir freiné la concurrence en rachetant Instagram et WhatsApp. Meta conteste ces accusations, affirmant faire face à une forte concurrence d’autres plateformes.

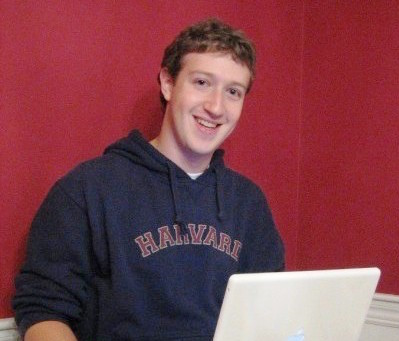
Mark Zuckerberg en 2005.
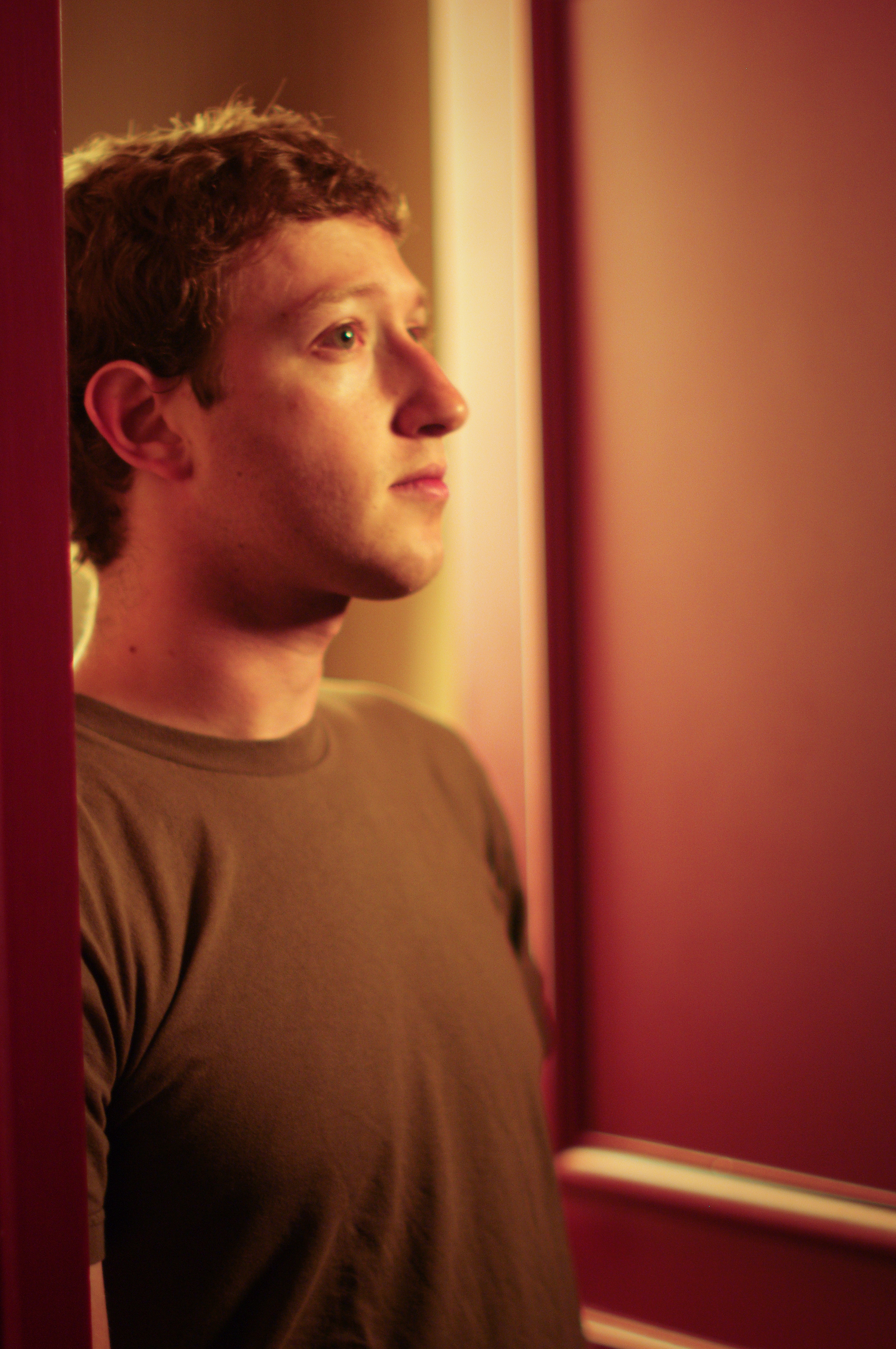
Mark Zuckerberg en octobre 2008.
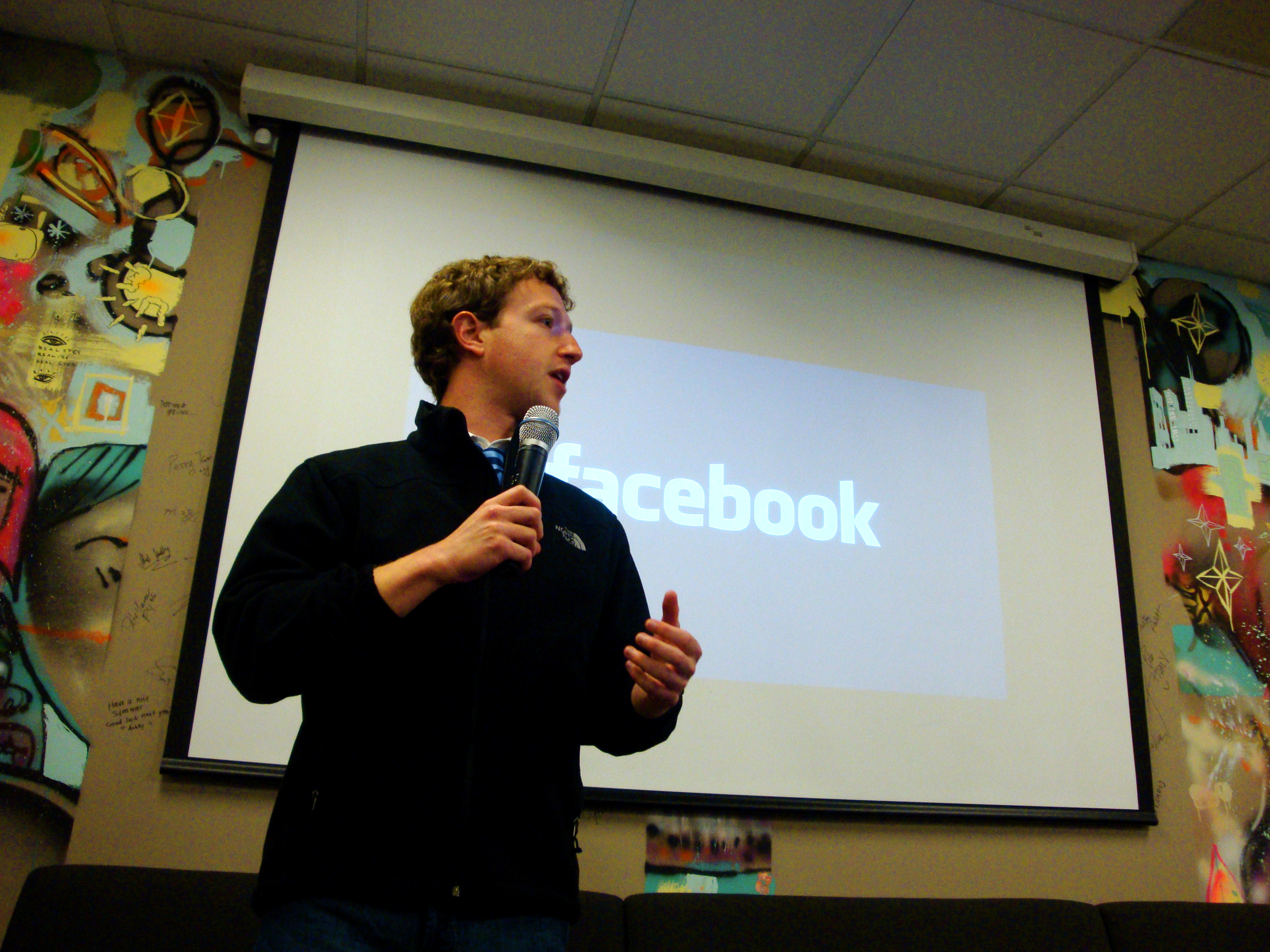
Mark Zuckerberg en 2009.
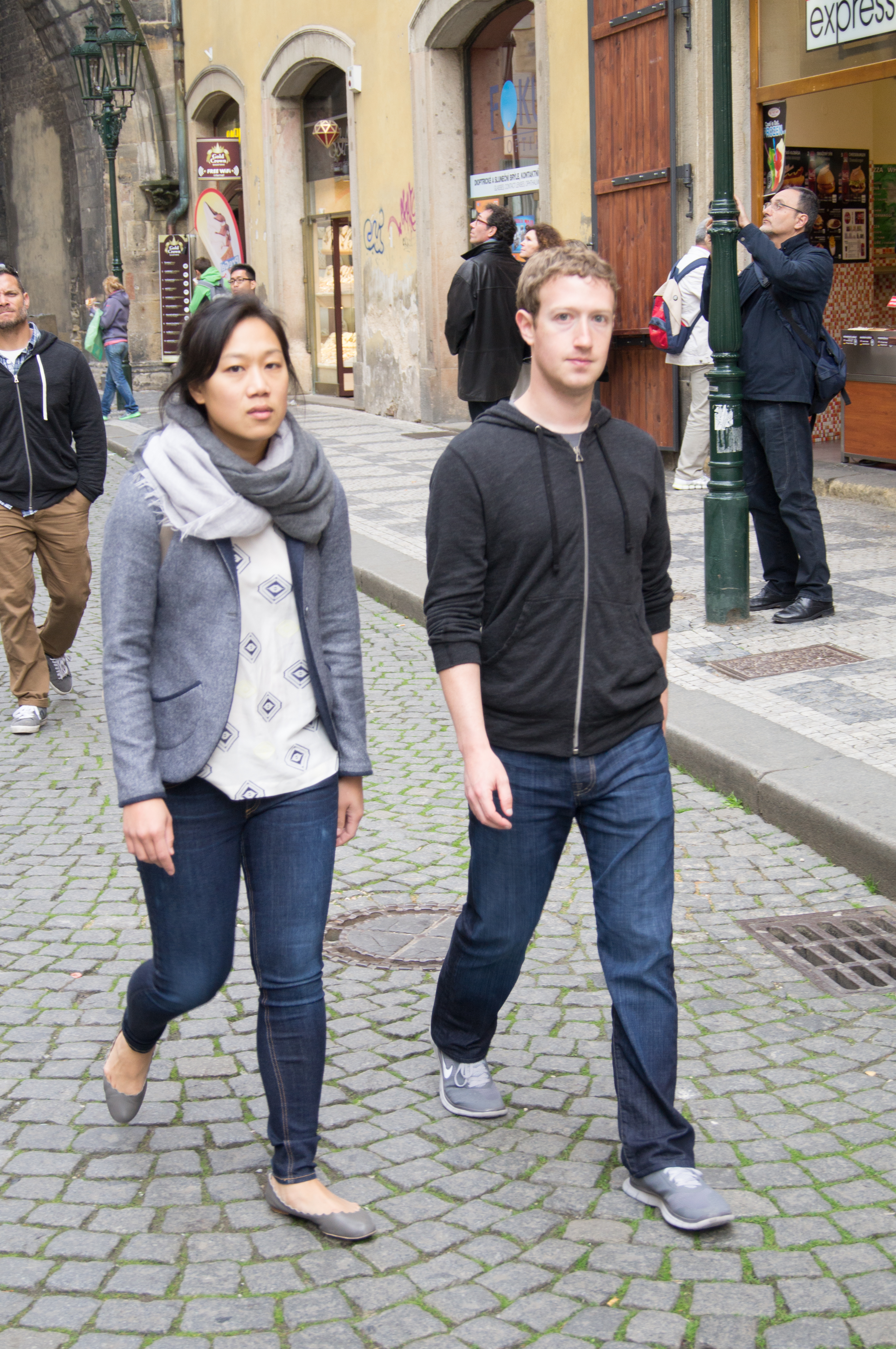
Mark Zuckerberg et Priscilla Chan se promenant Rue Mostecká à Prague en 2009.

## Fortune
Selon le magazine Forbes, sa fortune personnelle est estimée à 106 milliards de dollars américains en 2023. Il est donc en huitième place sur la liste des milliardaires américains et en seizième place sur la liste des milliardaires du monde de Forbes,.
Début octobre 2024, sa fortune dépasse pour la première fois les 200 milliards de dollars, et il rentre dans le top 3 des personnes les plus riches du monde, au coude à coude avec Jeff Bezos et Larry Ellison, tous trois largement devancés par Elon Musk (environ 265 milliards de patrimoine personnel).[réf. nécessaire]

## Mécénat
Mark Zuckerberg a versé 999,2 millions de dollars à la fondation Silicon Valley Community Foundation. Ce geste positionne le fondateur de Facebook parmi les 50 donateurs américains les plus généreux en 2013 selon The Chronicle of Philanthropy.
En 2012, Mark Zuckerberg est l'un des fondateurs de 2 des 3 Breakthrough Prize, prix décerné chaque année à une dizaine de lauréats recevant chacun 3 millions de dollars : Breakthrough Prize in Life Sciences, un prix scientifique qui récompense les travaux qui ont permis d'accroître l'espérance de vie humaine, et Breakthrough Prize in Mathematics, un prix mathématique décerné pour la première fois en 2015.
Signataire de The Giving Pledge, il annonce le 1er décembre 2015 dans une lettre à sa fille publiée sur Facebook le don de 99 % de ses actions à des œuvres caritatives à travers la création d'une fondation, l'initiative Chan Zuckerberg. La valeur de ces actions se monte à ce moment-là à 45 milliards de dollars. Selon un article de Mediapart de décembre 2015, le projet de Mark Zuckerberg pour les trois années suivantes est de distribuer un milliard chaque année à la fondation ; et la distribution de la totalité du capital devrait prendre « de longues années ».
Le mercredi 21 septembre 2016, Mark Zuckerberg et son épouse, Priscilla Chan promettent trois milliards de dollars pour « guérir, prévenir et gérer toutes les maladies durant la vie de [leurs] enfants ». Cet argent doit servir à financer la recherche, et se focaliser notamment sur des projets « rassemblant les scientifiques et les ingénieurs pour construire ensemble de nouveaux outils qui puissent bénéficier à toute la communauté scientifique, pour réaliser de grandes avancées ».
Le 21 avril 2025 , à la suite du virage pro-Trump de Mark Zuckerberg, sa fondation annonce la fermeture définitive de son école destinée aux personnes défavorisées, située en Californie.

## Relations avec le monde politique

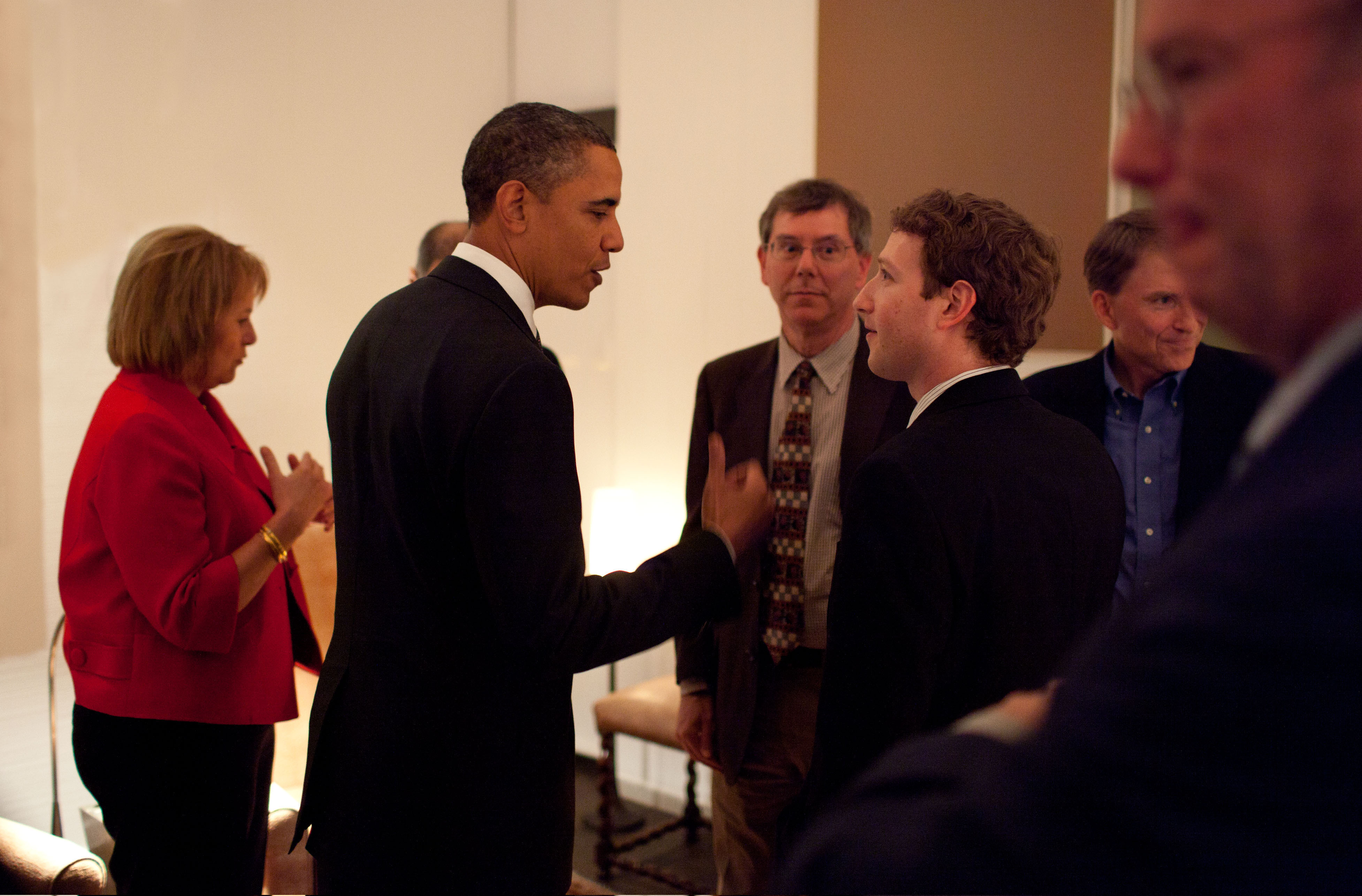
Mark Zuckerberg discutant avec le président Obama lors d'une réunion privée à la maison blanche en 2011.

En novembre 2016, à la suite de la victoire de Donald Trump face à Hillary Clinton, Zuckerberg affirme que « créer le monde que nous voulons pour nos enfants » est une tâche « plus importante qu'une quelconque présidence », assurant que ses objectifs ne nécessitaient pas forcément la coopération du gouvernement, se voulant optimiste et défendant de toute responsabilité son réseau social dans l'issue de l'élection présidentielle américaine de 2016,.
En mars 2019, Mark Zuckerberg appelle les pouvoirs publics dans le monde à jouer un « rôle plus actif » pour réguler Internet, invitant notamment plus d'États à s’inspirer des règles européennes en matière de protection de la vie privée (RGPD).
Certains lui ont prêté des ambitions politiques pour l'élection présidentielle de 2020, ce qu'il a réfuté. En matière politique, il déclare : « Je pense qu'il est difficile d'adhérer uniquement au Parti démocrate ou au Parti républicain. Je suis simplement pour une économie du savoir. »
En 2020, dans le contexte de la pandémie de Covid-19, Mark Zuckerberg et son épouse Priscilla Chan font don de 350 millions de dollars à l'organisation à but non lucratif Center for Tech and Civic Life. Ces fonds permettent de financer plus de 2 500 bureaux électoraux locaux à travers les États-Unis pour l'organisation de l'élection présidentielle, notamment pour l'achat d'équipements, le recrutement de personnel et la gestion des votes par correspondance. Des alliés de Donald Trump critiquent cette initiative en remettant en question sa légalité et sa neutralité. Selon Rachael Cobb, professeure de science politique à l'université Suffolk, la pérennisation de ce type de financement privé représenterait un risque pour le processus démocratique. Une analyse d'APM Reports ne révèle toutefois aucun impact significatif de ces subventions sur les taux de participation électorale.
Son apparence et sa communication évoluent à partir de 2024. Il a les cheveux plus longs, des t-shirts surdimensionnées, une Rolex en or à 900 000 dollars au poignet, des chaînes en or et il montre sa passion pour les arts martiaux mixtes (MMA) et ses derniers achats extravagants. Il participe aussi au podcast de l'animateur conservateur Joe Rogan rompant avec sa stratégie de communication préparée et policée,.
En août 2024, dans une lettre adressée à la commission judiciaire de la Chambre des représentants des États-Unis, Zuckerberg dénonce des pressions exercées par l'administration Biden en 2021 concernant la modération de contenus liés au Covid-19 sur Facebook. Il y exprime également des regrets concernant la suppression d'un article sur Hunter Biden, affirmant qu'il s'est avéré que celui-ci n'avait aucun lien avec la désinformation russe contrairement à l'alerte qui avait été faite par le FBI auprès de Meta. Il annonce aussi son retrait du financement du système électoral américain,. Cette communication est interprétée par L'Express comme une tentative de rapprochement avec le camp républicain, alors que Donald Trump s'oppose à l'interdiction de TikTok (en), concurrent direct d'Instagram, pour ne pas avantager Meta.
Le même mois, Meta recrute Dustin Carmack, ancien conseiller du gouverneur Ron DeSantis et contributeur au Projet 2025, comme directeur des affaires publiques pour le sud des États-Unis,. Selon Alejandra Caraballo, avocate à la Harvard Cyberlaw Clinic, ce recrutement viserait à apaiser les critiques des conservateurs tout en renforçant l'influence de l'entreprise auprès des États américains.
À la suite de l'élection présidentielle de 2024, le PDG de Meta félicite publiquement Trump pour sa victoire via la plateforme Threads. Le 28 novembre 2024, Zuckerberg rencontre Trump lors d'un dîner à Mar-a-Lago. D'après un communiqué du porte-parole de Meta, cette rencontre visait à échanger sur l'avenir de l'innovation américaine et à discuter avec l'équipe de la future administration. Cette entrevue marque un changement notable dans leurs relations, Trump ayant précédemment appelé à l'incarcération de Zuckerberg pour le prétendu rôle de Facebook dans l'élection présidentielle de 2020 et ses dons personnels en faveur d'initiatives de vote par correspondance.
En janvier 2025, deux mois après la réélection de Donald Trump et ce dernier s’apprêtant à prendre ses fonctions, Zuckerberg décide de modifier les politiques de Meta afin d'assouplir la régulation de contenu haineux ou trompeur. Bien que Zuckerberg annonce officiellement que la décision a été prise pour donner davantage de liberté d'expression et éviter la censure abusive, Ben Leiner, professeur à l'Université de Virginie, et plusieurs médias analysent cette décision comme une tentative de rapprochement avec Donald Trump. Donald Trump lui-même estime que la décision de Zuckerberg fait probablement suite aux multiples menaces d'emprisonnement qu'il lui avait exprimé. Zuckerberg donne par ailleurs un million de dollars à Donald Trump pour l'inauguration de la réélection du président républicain,,,,.
La presse décèle chez lui des sorties « virilistes » ou inspirées des « thèses les plus rudes de Darwin ». Il déplore par exemple, dans le podcast du conservateur Joe Rogan, que la société américaine soit devenue « castrée » ou « émasculée »,. Ce fait contraste avec l'engagement contre le masculinisme, notamment celui présent sur les réseaux sociaux dont Facebook, de sa sœur Donna.

## Distinctions

### Prix et récompenses
- 2016 : prix Axel-Springer[71]

### Honneurs
- 2010 : California Hall of Fame
- 2010 : personnalité de l'année selon Time Magazine avec la mention "Le Connecteur"
- 2017 : Docteur honoris causa de l'université Harvard[72]

## Culture populaire

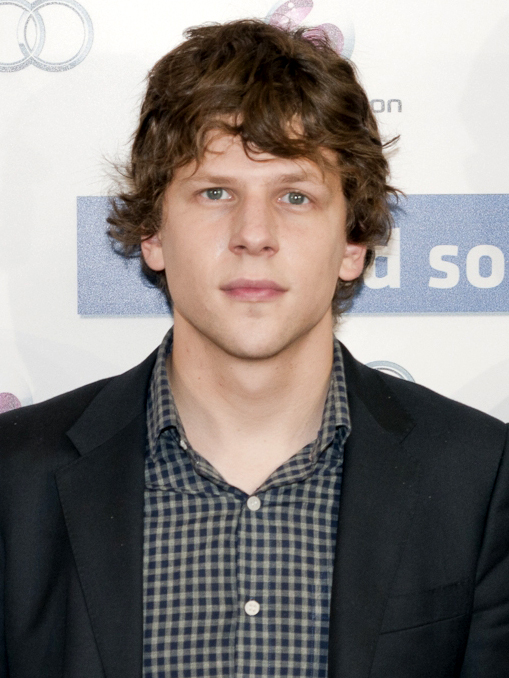
L'acteur américain Jesse Eisenberg interprète Zuckerberg dans The Social Network, de David Fincher.

### The Social Network
En octobre 2010, Mark Zuckerberg est incarné à l'écran par l'acteur Jesse Eisenberg, sous la direction du réalisateur David Fincher dans le film The Social Network, narrant l'histoire de la naissance de Facebook. Eisenberg évolue à l'écran notamment aux côtés des acteurs Justin Timberlake, qui incarne pour sa part le cofondateur du site Napster, Sean Parker et Andrew Garfield jouant le rôle d'Eduardo Saverin. Le film est produit entre autres par Kevin Spacey.
Zuckerberg a donné, dans les médias américains, un avis sur cette œuvre cinématographique, il a notamment indiqué « que ça serait amusant de se rappeler que cette époque de sa vie ait pu aboutir à un film ». Selon Mark Zuckerberg, les faits rapportés sont vrais, mais le caractère des personnages ne colle pas à la réalité. Le film est le prolongement d'une biographie, La Revanche d'un solitaire, la véritable histoire de Facebook (aux éditions Max Milo, écrite par Ben Mezrich), publiée en janvier 2010.

### Les Simpson
En 2011, il prête sa voix à son propre personnage dans l'épisode Drôle d'héritage, de la 22e saison de la série télévisée d'animation américaine Les Simpson.

### Projet de combat
En 2023, Elon Musk et Mark Zuckerberg annoncent par réseaux sociaux interposés vouloir disputer un match en cage de MMA, dont la date n'est pas encore fixée,. Le combat serait retransmis en direct et les bénéfices reversés à une oeuvre de charité.